# Pseudomys bolami
Pseudomys bolami — вид нічних гризунів, що ведуть рийний спосіб життя, з родини Muridae, що населяє напівпосушливі та південні посушливі регіони Австралії. Він має ряд відповідних фізіологічних і поведінкових адаптацій, включаючи здатність виживати, витягуючи воду лише з насіння, виробництво висококонцентрованої сечі, низький вміст води у фекаліях і нічну активність.

## Морфологічні особливості
Це дрібний гризун із довжиною голови й тулуба від 57 до 77,1 мм, довжиною хвоста від 78,6 до 96,2 мм, довжиною лапи від 18,4 до 20,1 мм, довжиною вуха від 15,2 до 18,6 мм і вагою до 21 грамів. Верхні частини тіла змінюються від оливково-коричневого до жовтувато-коричневого і всіяні чорнуватими волосками. Вуха довгі і круглі. Черевні частини білі. Лінія поділу по боках чітка. Руки і ноги білі. Хвіст довший за голову й тулуб, густо вкритий довгими волосками, зверху коричневий, знизу світліший.

## Поведінка
Це нічний вид. Харчується насінням, пагонами і навіть комахами.